# Демидівка (Ростовська область)
Деми́дівка (рос. Демидовка) — хутір у Матвієво-Курганському районі Ростовської області Росії. Входить до складу Алексєєвського сільського поселення.

## Географія
Географічні координати: 47°36' пн. ш. 38°47' сх. д. Часовий пояс — UTC+4.
Відстань до районного центру, селища Матвієв Курган, становить 11 км. Через хутір протікає річка Міус.

### Урбаноніми
- вулиці — Огородна, Підгірна[2].

## Населення
За даними перепису населення 2010 року на території хутора проживала 141 особа. Частка чоловіків у населенні складала 44,7% або 63 особи, жінок — 55,3% або 78 осіб.